# Лаланд 21185
Лаланд 21185 (сузір'я Великої Ведмедиці) — масивний червоний карлик, відстань 8,29 світлових років, АЗВ = 10,4 , спектр M2.1, маса = 0,450 маси Сонця.
Лаланд 21185 по масі більше зорі Барнарда в 2,7 раз, а Проксіми в 4,2 раза. Температура її поверхні близько 3500К. Вік Лаланда приблизно ~ 8-10 млрд років.
Найближчий сусід — зоря Вольф 359 (4,1 св. роки).

## Історія відкриття і дослідження
Вперше зоря була зафіксована в спостереженнях Жозефа Лаланда, французького астронома, в 1801 році. Саме тоді їй було надано назву.
В 1951 Петер ван де Камп і Sarah Lippincott заявили про виявлення планетної системи у зорі Лаланд 21185. Дослідження проводились шляхом позиційних вимірів на фотопластинках, отриманих на 24-х дюймовому рефракторі обсерваторії Sproul, що належала Swarthmore College, штат Пенсільванія, США. В 1960 році Sarah Lippincott зробила повторну заяву стосовно відкриття 1951 року. Але в 1974 році астроном George Gatewood із обсерваторії Алегені, проводячи додаткові дослідження астрометричними методами, оголосив результати ван де Кампа і Ліппінкот помилковими.
Втім, в 1996 році, той же George Gatewood повідомив про те, що зоря може мати планетну систему з декількома планетами. Ця інформація ґрунтувалася на аналізі даних фотозйомки з період 1930—1984 років і даних про рух зорі з 1988 по 1996 рік. Отримані дані дозволили припустити наявність трьох планет.
По результатам сучасних (2010) досліджень, отриманих методом променевих швидкостей, Лаланд 21185 не має планетної системи — принаймні, в тому вигляді, якою вона уявлялась по заявам Петера ван де Кампа, Сари Ліппінкот і Джорджа Гейтвуда. Виміряна радіальна швидкість Лаланд 21185 постійна, що виключає, по результатам досліджень, у даної зорі планет з масою вищою маси Юпітера.

## У культурі
Лаланд 21185 є метою першої міжзоряної експедиції землян у романі Грегорі Бенфорда «Крізь море сонць» (1984). Там вона знаходить планету, населену розумними істотами, що здатні керувати електромагнітними полями за допомогою своїх тіл.